# Bosančica (cyrillique médiéval bosnien)
Le bosnien cyrillique médiéval, souvent appelé Bosančica (ou Bosanica, Begovica ), est une version spécifique de l'alphabet cyrillique qui était utilisée en  Bosnie au Moyen Âge. Elle se distingue de l'alphabet cyrillique serbe moderne et possède des caractéristiques uniques qui reflètent les influences culturelles et linguistiques de la Bosnie médiévale.

## Caractéristiques de la Bosančica
- Origine et développement : La Bosančica est apparue entre les Xe et XIXe siècle en Bosnie et dans les régions voisines. Elle servait principalement dans des documents administratifs, juridiques et religieux, et était utilisée par la noblesse et dans les monastères.
- Variations locales : La Bosančica n'était pas uniforme ; ses formes variaient selon les régions et l'époque, ce qui rend son aspect distinctif par rapport aux autres écritures cyrilliques.
- Style et forme des lettres : Elle se distingue par des lettres stylisées et arrondies, dont les caractéristiques principales — scripturales, morphologiques et orthographiques — montrent un lien étroit avec l'écriture glagolitique, contrastant avec la forme cyrillique slave standard associée aux églises orthodoxes orientales[2].

## Utilisation et contexte
La Bosančica a été largement utilisée pour rédiger des chartes, des inscriptions lapidaires, des documents religieux et des correspondances officielles dans le royaume de Bosnie. Elle était adoptée par les populations bosniens indépendamment de leur appartenance religieuse, et était aussi présente dans certaines zones de Croatie et de Dalmatie.

## Exemples d'usage
- Les chartes royales : Les rois et les bans (souverains) de Bosnie, comme Kulin (ban)  et  Stjepan Kotromanić, ont rédigé des chartes en bosančica[4].
- Les pierres tombales stećci : De nombreuses inscriptions sur les célèbres stèles funéraires médiévales de Bosnie, appelées stećci, sont gravées en bosančica, témoignant de son usage dans les rituels funéraires et les inscriptions mémorielles.

## Disparition progressive
Avec l’Empire ottoman et les influences politiques croissantes des langues voisines, l'usage de la Bosančica a progressivement décliné au XVIIe siècle. Elle a été remplacée par l'alphabet latin et, dans certains cas, par le cyrillique moderne.

## Héritage
La Bosančica reste un symbole du patrimoine culturel et historique de la Bosnie médiévale, et elle est étudiée pour mieux comprendre l’histoire culturelle et linguistique de la région.

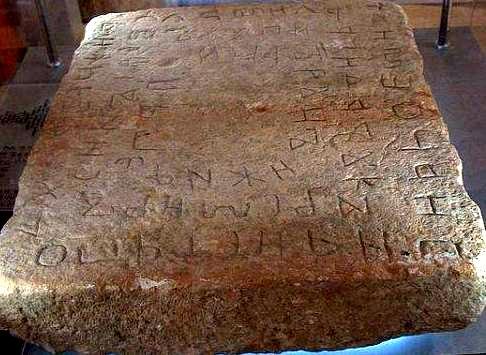
Plaque de Humac (Ljubuški), Xe au XIe siècle
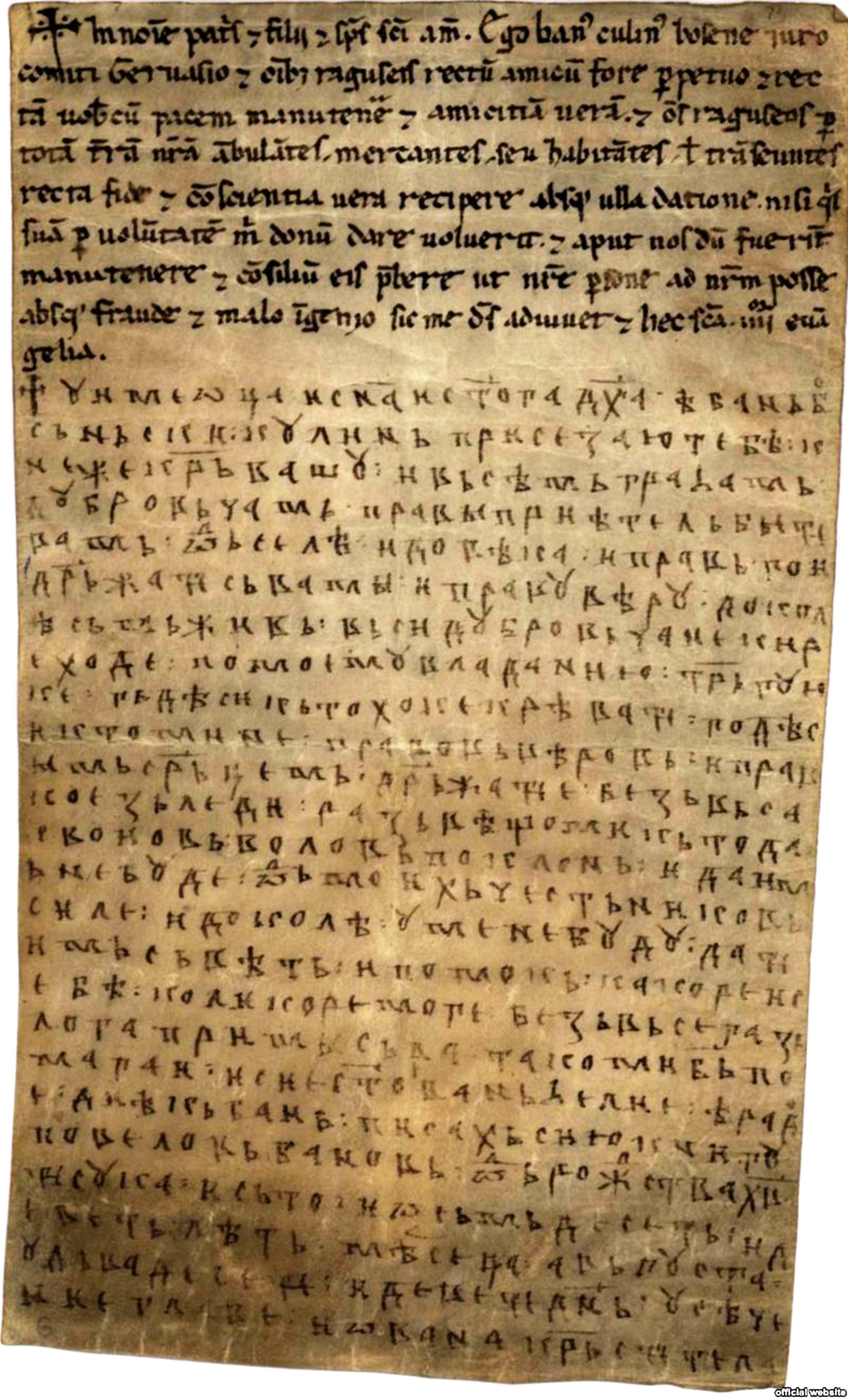
Charte du Kulin (ban) (XIIe siècle)
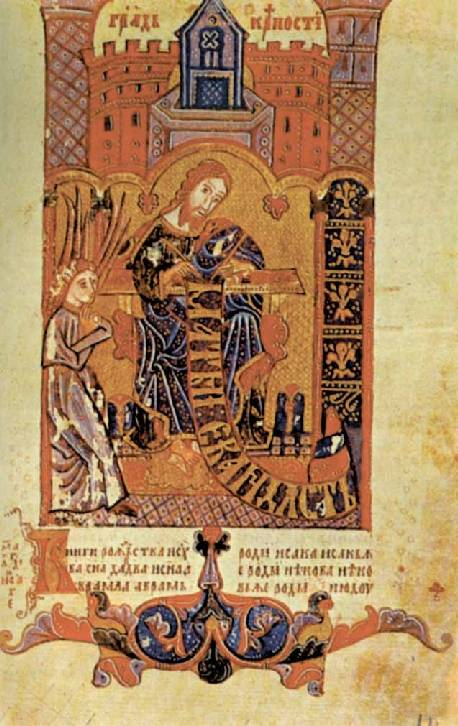
Codex de Hval, 1404
Statut de Poljice,1400
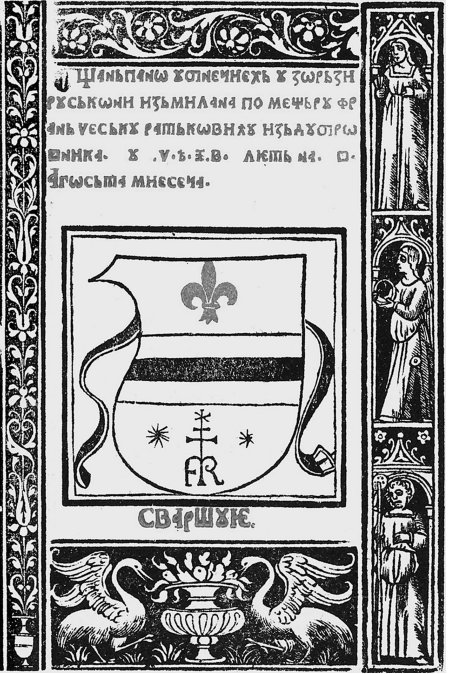
Colophon d'Officio de Micalović, imprimé à Venise en 1512